# Zedekia ben Abraham Anaw
Zedekia ben Abraham Anaw war ein im 13. Jahrhundert in Rom lebender und wirkender Rabbiner und Autor aus der jüdisch-italienischen Anaw-Familie, bekannt vor allem für sein schibbole ha-leket („Ährenlese“), ein kunstvoll komponiertes und populäres Kompendium des Ritualgesetzes einschl. Responsensammlung, das später in gekürzter Form mehrfach nachgedruckt wurde.
Eine kritische Teilausgabe mit wissenschaftlicher Einführung wurde (Wilna 1886) von Buber herausgegeben.